# Guatteria coriacea
Guatteria coriacea este o specie de plante angiosperme din genul Guatteria, familia Annonaceae, descrisă de Robert Elias Fries. Conform Catalogue of Life specia Guatteria coriacea nu are subspecii cunoscute.